# Jüdische Gemeinde Esens

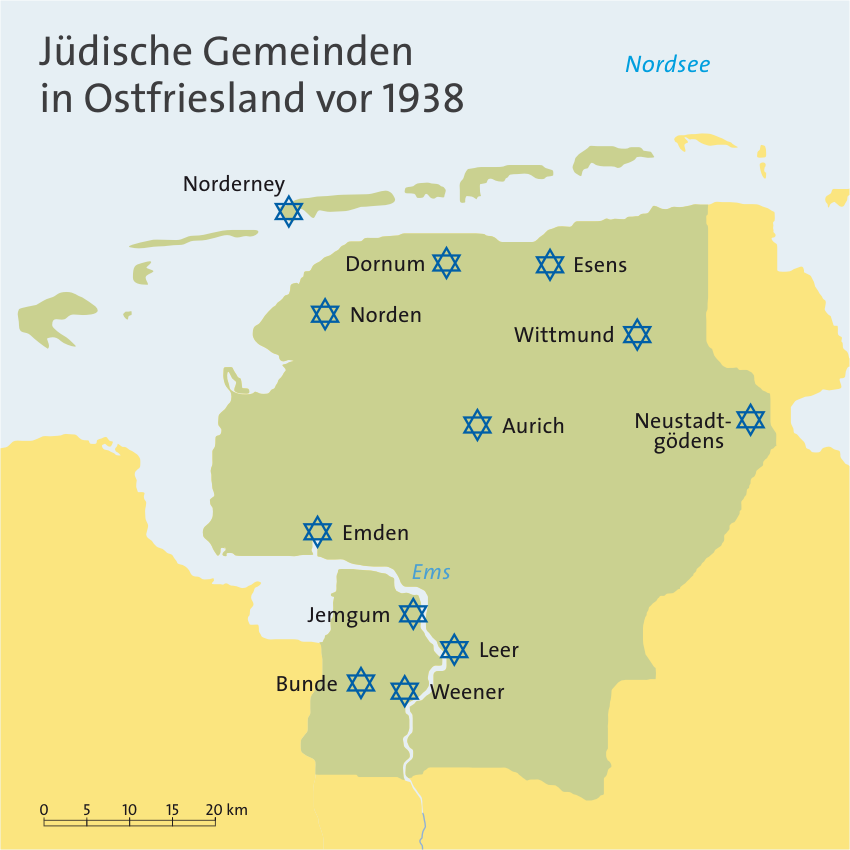
Jüdische Gemeinden in Ostfriesland vor 1938

Die jüdische Gemeinde in Esens bestand über einen Zeitraum von rund 300 Jahren von ihren Anfängen im 17. Jahrhundert bis zu ihrem Ende am 31. Juli 1941. Das Harlingerland bestehend aus den alten Ämtern Esens, Stedesdorf und Wittmund war bis zu seiner Vereinigung mit der Grafschaft Ostfriesland im Jahre 1600 ein selbstständiges Territorium. Jüdische Gemeinden gab es hier nur in Wittmund und Esens. Die Jüdische Gemeinde Wittmund scheint die älteste im Harlingerland gewesen zu sein. Jedenfalls mussten die Juden aus Esens ihre Toten anfangs auf dem Judenfriedhof in Wittmund beisetzen. Nach der Vereinigung des Harlingerlandes mit Ostfriesland diente Esens den Grafen und Fürsten von Ostfriesland als zweite Residenz. Auch die Ansiedlung der ersten Juden dürfte in die Zeit nach 1600 fallen. Eine erste urkundliche Erwähnung ist auf das Jahr 1637 datiert. 1827 wurde eine Synagoge errichtet. 1925 stellten Juden in Esens 3,4 Prozent der Bevölkerung. Dies war der vierthöchste prozentuale Anteil in Ostfriesland. Nach der Machtergreifung der Nationalsozialisten begann der Exodus der Esenser Juden. Am 9. März 1940 meldeten sich die letzten Bürger jüdischen Glaubens bei der Stadtverwaltung ab. Endgültig endete die Geschichte der Juden in Esens mit der Auflösung der jüdischen Kultusvereinigung e. V. am 31. Juli 1941.

## Geschichte der Jüdischen Gemeinde in Esens

### 17. Jahrhundert bis 1744

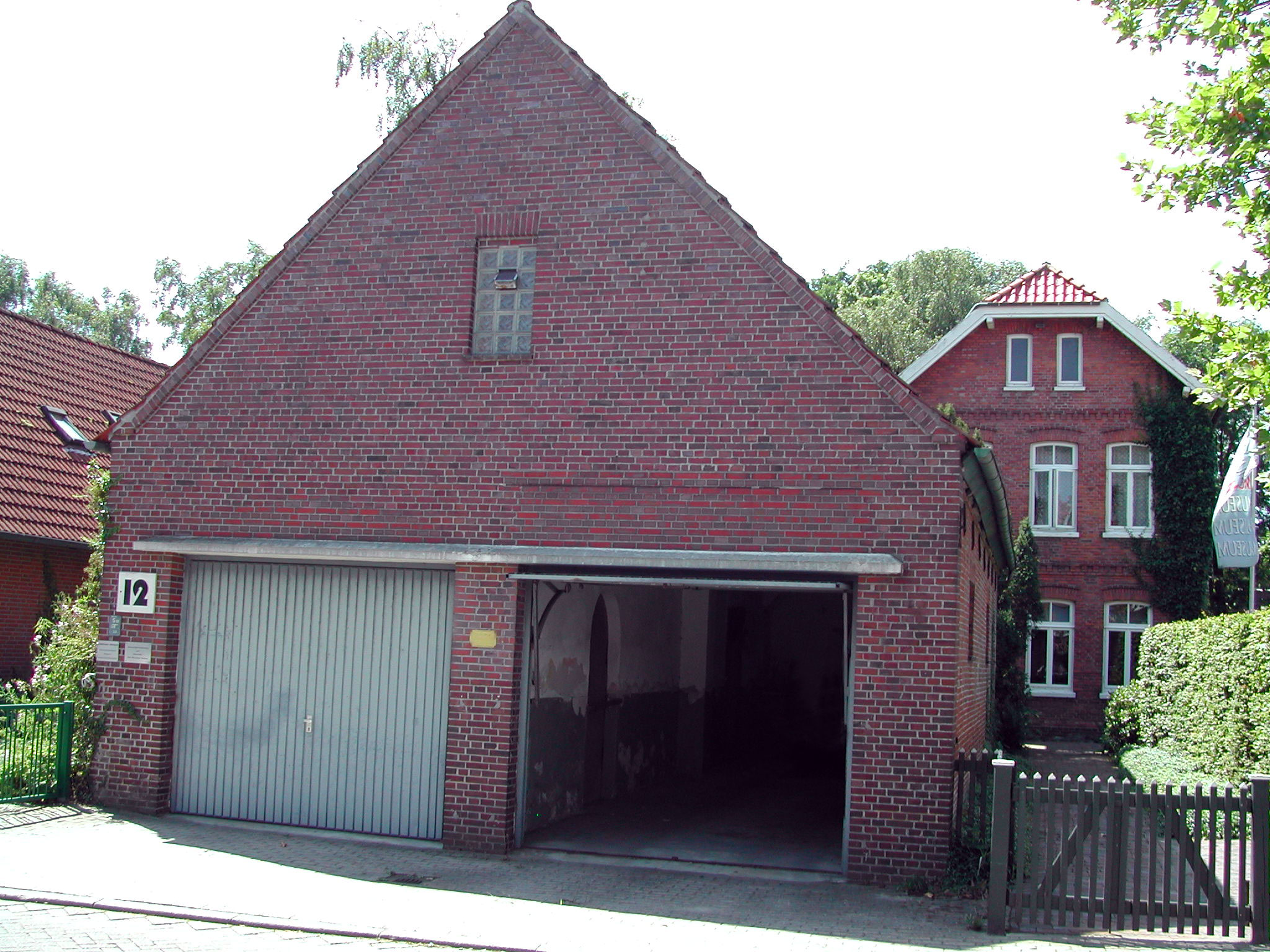
Ehemalige Synagoge in Esens mit dem jüdischen Schulhaus (im Hintergrund). Das Gebäude der Synagoge wurde nach der Zerstörung der Einrichtung zu einer Garage umgebaut und soll nun wieder hergerichtet werden.

Ob es in Esens bereits vor 1600 Juden gab, ist sehr zweifelhaft. Der erste namentlich erwähnte Jude in Esens ist Magnus Phibelmans. Er wird 1637 im Schutzgeldregister der Grafen von Ostfriesland aufgeführt. Phibelmans war aus Emden zugezogen, wo die Schutzgeldzahlungen erheblich höher als in Esens waren. Das Gründungsjahr der jüdischen Gemeinde in Esens ist unbekannt.
Wahrscheinlich gehörten die Juden der Stadt zunächst der Gemeinde in Wittmund an. Die Juden aus Esens und Neustadtgödens ließen ihre Toten bis 1702 auf dem jüdischen Friedhof in Wittmund beisetzen und waren verpflichtet, diesen mit zu unterhalten.
Im Jahre 1645 lebten in Esens und dem Harlingerland 32 Schutzjuden, die den Kern der jüdischen Gemeinde bildeten. Der von Graf Ulrich II. im Jahre 1645 ausgestellte Generalgeleitsbrief gestattete den Juden Ostfrieslands, nach eigener „jüdischer Ordnung“ zu leben. 1665 kam es zu einem ersten Zwischenfall, als Mitglieder der Krämergilde in die Häuser jüdischer Händler eindrangen und plünderten. 1792 kam es erneut zu Ausschreitungen gegen jüdische Bürger. Anlass dazu war das jüdische Purimfest, in dessen Folge die jüdische Bevölkerung des Judenfeindes Haman mit Rasseln und Lärmen nicht nur in der Synagoge, sondern auch auf dem Nachhauseweg gedachte. Dies wurde von Teilen der christlichen Bevölkerung so interpretiert, dass mit dem Judenfeind indirekt die Christen gemeint seien. Diese frühen Beispiele für Antisemitismus blieben aber die Ausnahme.
1670 ließ die Fürstin Christine Charlotte einen Generalgeleitsbrief verfassen, in dem den Juden die Abhaltung von Gottesdiensten in ihren Wohnungen oder in eigenen Synagogen gestattet wurde. Bis zum Bau der Synagoge im Jahre 1828 fanden diese in einem ab 1686 gemieteten Versammlungsraum statt, der als Synagoge genutzt wurde. Des Weiteren wurde den Juden gestattet, ihre Toten nach jüdischem Brauch zu bestatten.
Für die Duldung hatten die Juden je nach wirtschaftlicher Leistungskraft Abgaben an die Grafen und Fürsten von Ostfriesland zu zahlen. Diese betrug bis zu 4 Taler und einem Kapaun pro Familie. In der späten fürstlichen Zeit zeichnete sich eine Erwerbsstruktur ab, wie sie in allen jüdischen Gemeinden Ostfrieslands zu finden war. Der größte Teil der Juden lebte vom Schlachtergewerbe, vom Handel mit Textilien oder vom Hausierhandel, nur einige vom Geld- oder Pfandleihgeschäft. Dies waren Berufe, die den Juden nicht verschlossen waren, da es hierfür in Esens keine Zünfte gab. Eine Besonderheit innerhalb der ostfriesischen Grafschaft stellte der Esenser Jude Magnus Bents dar. Ihm erlaubte die Fürstin Christine Charlotte von Ostfriesland 1677 ausdrücklich eine Betätigung als „Fenstermacher“. Der Beruf des Glasers und Fenstermachers war seitdem in seiner Familie erblich. Dieses einseitige Berufsbild änderte sich während des gesamten Zeitraums des Bestehens der jüdischen Gemeinde kaum.

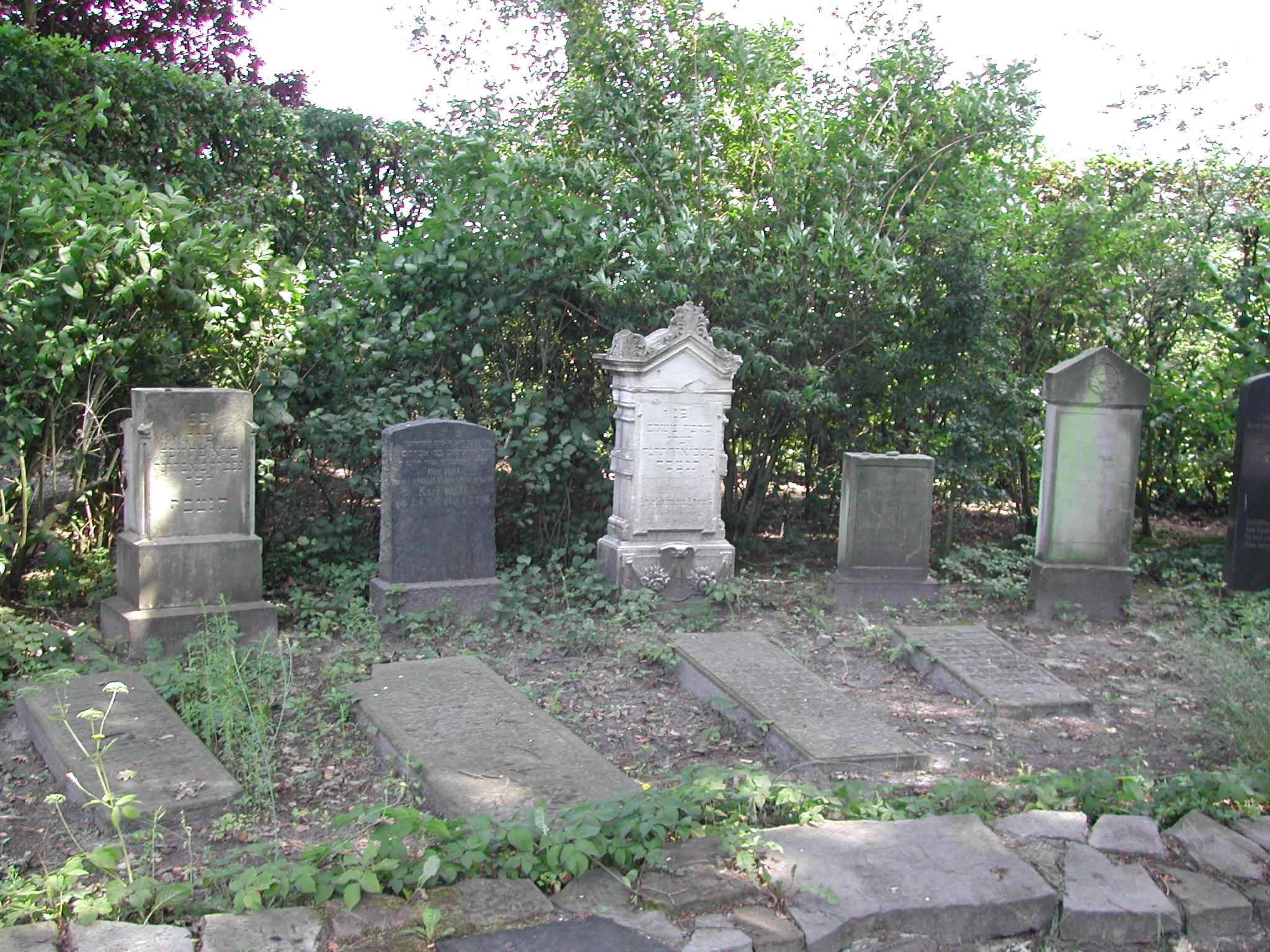
Der jüdische Friedhof in Esens

Um 1690 war der jüdische Friedhof in Wittmund voll belegt. Nun sollten die ostfriesischen Schutzjuden auf Grund einer herrschaftlichen Anweisung des Fürsten Christian Eberhard von 1690 eigene Friedhöfe an ihren Wohnorten anlegen. 1701 kaufen die Ältesten der jüdischen Gemeinde von Esens (Moses Benjamin und David Josephs) einen Garten des Bürgers und Chirurgen Johann Adam Müller, doch verhinderte die Esenser Kanzlei die Beisetzung eines wenig später verstorbenen Kindes auf diesem Grundstück. Anfang Februar 1702 kaufte die Esenser Judengemeinde ein anderes kleines Grundstück, das damals „weit außer der Stadt gelegen“ war. Vermutlich handelte es sich dabei um den bis heute am Mühlenweg erhaltenen jüdischen Friedhof. Damit erfolgte die endgültige Loslösung von der jüdischen Gemeinde in Wittmund.

### 1744 bis 1933
Ab Mitte des 18. Jahrhunderts gab es Planungen, ein eigenes Synagogengebäude zu errichten, und ab 1756 verhandelte die Gemeinde mit dem Magistrat der Stadt. Dieser war bereit, ein Grundstück zu stellen. Infolge des Siebenjährigen Krieges verarmte die jüdische Gemeinde in Esens jedoch derart, dass an den Bau einer Synagoge vorerst nicht mehr zu denken war. Dies gelang erst im Jahr 1827, als an der Burgstraße eine Synagoge errichtet wurde, welche am 15. Februar 1828 feierlich eingerichtet wurde. Die Synagoge wurde bis zu den Novemberpogromen 1938 genutzt und abgesehen von kleinen Reparaturarbeiten, baulich kaum verändert.

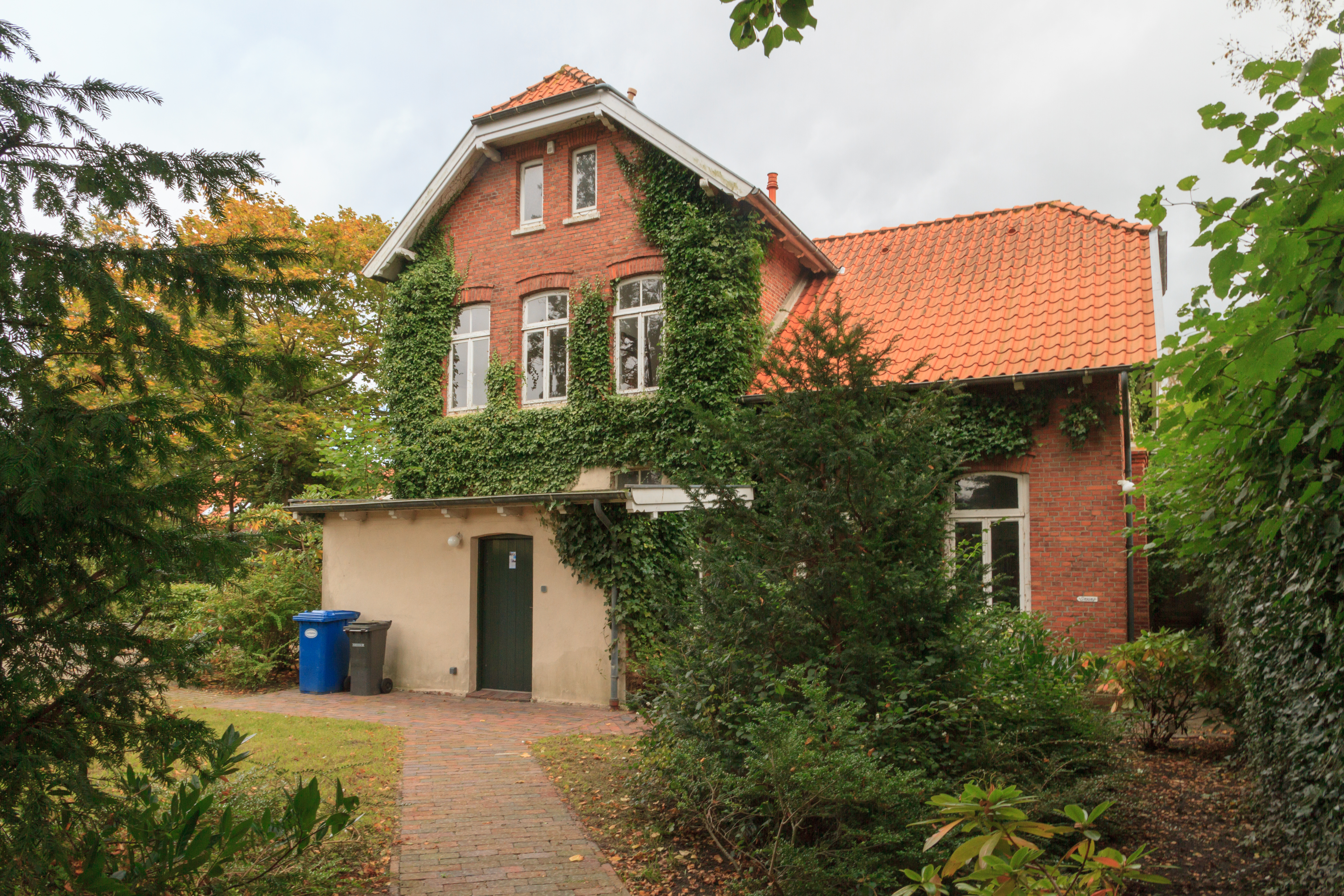
Ehemaliges jüdisches Schulhaus, heute August-Gottschalk-Haus

1819 erwarben die Esenser Juden ein Gebäude, welches als Schulgebäude und Wohnung für den Lehrer diente. Vorher erfolgte der Unterricht der Kinder in Privaträumen. Im Jahre 1827 wurde dann hinter der Synagoge an der Burgstraße ein neues Schulhaus mit einer Wohnung für den Synagogendiener gebaut.
1858 wurde der Friedhof erweitert, eingefriedet und mit einem Eingangstor versehen. Dieses wurde in den folgenden Jahren während des Winters in der Synagoge aufbewahrt, damit es nicht „verdorben oder durch böse Leute ruiniert werde“.
Als 1864 die Opernsängerin Sara Oppenheimer, eine gebürtige Esenserin, in der Lutherischen St.-Magnus-Kirche der Stadt ein Konzert geben sollte, wurde dieser Auftritt durch den Einspruch von Antisemiten verhindert.
Das Schulhaus wurde 1899 wegen Baufälligkeit abgebrochen. Die Esenser Juden errichteten an seiner Stelle ein neues Gemeindehaus mit einer Wohnung für den jüdischen Kultusbeamten, einem Schulzimmer und dem Ritualbad. In diesem Gebäude sollten auch die Gemeindeversammlungen stattfinden. Durchschnittlich besuchten etwa 10 bis 15 Kinder mehrerer Jahrgänge die jüdische Volksschule, wo sie in dem einzigen Klassenraum gemeinsam Unterricht erhielten. Das Schulzimmer war von den übrigen Räumen getrennt und durch einen separaten Eingang über den Vorraum zu erreichen.
Bis 1870 brachten neue Gesetze schließlich die Bürgerrechte auch für Juden in Ostfriesland. 1872 verließen die Juden in Westaccumersiel die Esenser Gemeinde und wurden Mitglieder der jüdischen Gemeinde in Dornum. Die letzten (rechtlichen) Diskriminierungen wurden bis zum Ende des Ersten Weltkrieges abgebaut. Nun konnten die Esenser Juden in die Stadträte gewählt oder Mitglied eines Vereins werden. So wurden Juden Mitglieder des örtlichen Schützenvereins und anderer Vereine. 1902 stellten sie den Schützenkönig. Von 1919 bis 1933 waren Juden Mitglieder des Stadtrates. Simon Weinthal wurde noch 1929 für eine zweite Wahlperiode gewählt.
1927 wurde die jüdische Volksschule in Esens wegen zu geringer Schülerzahl geschlossen. Die wenigen jüdischen Kinder besuchten fortan die allgemeine Volksschule oder die Mittelschule in Esens. Ihren Religionsunterricht erhielten sie allerdings weiterhin in diesem Raum, zunächst von Lehrer Hartog aus Wilhelmshaven; später zog der Religionslehrer Abraham Bronkhorst in das jüdische Gemeindehaus ein.
Wirtschaftlich begannen einzelne Mitglieder der Jüdischen Gemeinde zu prosperieren. Um 1930 gab es in Esens zwei große jüdische Textilgeschäfte, Julius Frank Wwe. u. Co. und Geschwister Weinthal.

### 1933 bis 1940
Abgesehen von wenigen Aktionen der Krämergilde gegen jüdische Konkurrenten und seltenen Übergriffen einzelner Personen oder Gruppen gegen die jüdische Gemeinde hatte es in Esens vor 1933 kaum nennenswerte Auseinandersetzungen zwischen Juden und Christen gegeben. Noch bei den Kommunalwahlen vom 12. März 1933 kandidierte der Jude Simon Weintal erneut für einen Sitz im Stadtrat, konnte aber nur die Stimmen der in Esens lebenden Juden auf sich vereinigen, was für eine Wiederwahl nicht ausreichte.
Nach der Machtübernahme der Nationalsozialisten im Jahre 1933 begann auch für die Juden in Esens die Zeit der Verfolgung. Unmittelbar nach der Gründung des neuen Bürgervorsteherkollegiums beschloss dieses den Ausschluss der Juden von der Auftragsvergabe für Lieferungen an die Stadt. Zwei Monate nach der Machtergreifung, vier Tage früher als in anderen Teilen des Deutschen Reiches, begann in Ostfriesland der Boykott jüdischer Geschäfte. Am 28. März 1933 postierte sich die SA vor den Geschäften. Die Ostfriesische Tageszeitung schaltete mehrere Sonderbeilagen unter dem Titel: „Die Juden sind unser Unglück“. Mit dem Aufruf „Volksgenossen, kauft nicht in folgenden jüdischen Geschäften“ führte die Zeitung alle noch in den Orten Ostfrieslands bestehenden Geschäfte auf. Am 12. April 1933 berichtete die ostfriesische Tageszeitung aus Esens: „Juden gehören nicht in deutsche Schützenvereine. In der letzten Mitgliederversammlung wurden sämtliche Ausländer einschließlich Juden von der Mitgliedschaft ausgeschlossen.“
Die letzte Beerdigung auf dem jüdischen Friedhof fand am 31. März 1938 statt. In der Pogromnacht am 10. November 1938 drangen Esenser SA-Männer in die Synagoge ein, zerstörten die Inneneinrichtung und setzten das Gebäude in Brand. Die anwesende Feuerwehr beschränkte ihre Tätigkeit anweisungsgemäß auf den Schutz der Nachbarhäuser.  Dabei brannte die Synagoge aus und das Gebäude wurde später zu einer Garage umgebaut.  In dieser Funktion ist es bis heute erhalten. Weiterhin wurde das Textilgeschäft „Geschwister Weinthal“ geplündert. Die Juden wurden von der SA fast ausnahmslos im Viehhof am Stadthaus zusammengetrieben und misshandelt. Im Laufe des Vormittags wurden die Frauen, Kinder und nicht arbeitsfähige Männer entlassen, so dass noch 56 Männer zusammen mit etwa 200 anderen jüdischen Ostfriesen nach Oldenburg überführt wurden. Dort wurden sie in einer Kaserne zusammengetrieben. Ungefähr 1.000 jüdische Ostfriesen, Oldenburger und Bremer wurden dann mit einem Zug in das Konzentrationslager Sachsenhausen nördlich von Berlin deportiert, wo sie bis Dezember 1938 oder Anfang 1939 inhaftiert blieben. Nach und nach wurden sie wieder freigelassen.
Das benachbarte Gemeindehaus blieb in der Pogromnacht unversehrt. In den Jahren 1938–1940 wurde es zum „Judenhaus“ für mehrere hier verbliebene jüdische Familien, die gezwungen wurden, ihre Häuser und Grundstücke zu verkaufen. Wer von ihnen nicht mehr emigrieren konnte, wurde in den Osten deportiert und dort in Vernichtungslagern ermordet. Das ehemalige jüdische Gemeindehaus wurde nach 1940 an einen Privatmann verkauft und weiterhin als Wohnhaus genutzt. Der Friedhof wurde im Jahre 1940 völlig verwüstet. Die meisten Grabsteine wurden zerschlagen und bei Ausbesserungsarbeiten am Mühlenweg zur Auffüllung von Schlaglöchern verwendet.

### Exodus, Vertreibung und Ermordung
Die jüdische Gemeinde war nun nicht mehr eine Körperschaft öffentlichen Rechts, sondern wurde im November 1939 als jüdische Kultusvereinigung e. V. in das Vereinsregister beim Amtsgericht Esens eingetragen. Auf Veranlassung ostfriesischer Landräte und des Magistrats der Stadt Emden erließ die Gestapo-Leitstelle Wilhelmshaven Ende Januar 1940 eine Weisung, wonach Juden Ostfriesland bis zum 1. April 1940 verlassen sollten. Am 9. März 1940 meldeten sich die letzten jüdischen Bewohner von Esens bei der Stadtverwaltung ab, worauf Esens für „judenfrei“ erklärt wurde. Am 31. Juli 1941 wurde die jüdische Kultusvereinigung e. V. aufgelöst und die über 300-jährige Geschichte der jüdischen Gemeinde endgültig beendet. Mindestens 40 der 139 zwischen 1933 und Frühjahr 1944 ständig oder vorübergehend in Esens lebenden Juden sind im Holocaust umgekommen. 56 emigrierten ins Ausland, vor allem in die USA, nach Argentinien und Israel.

### Nachkriegszeit

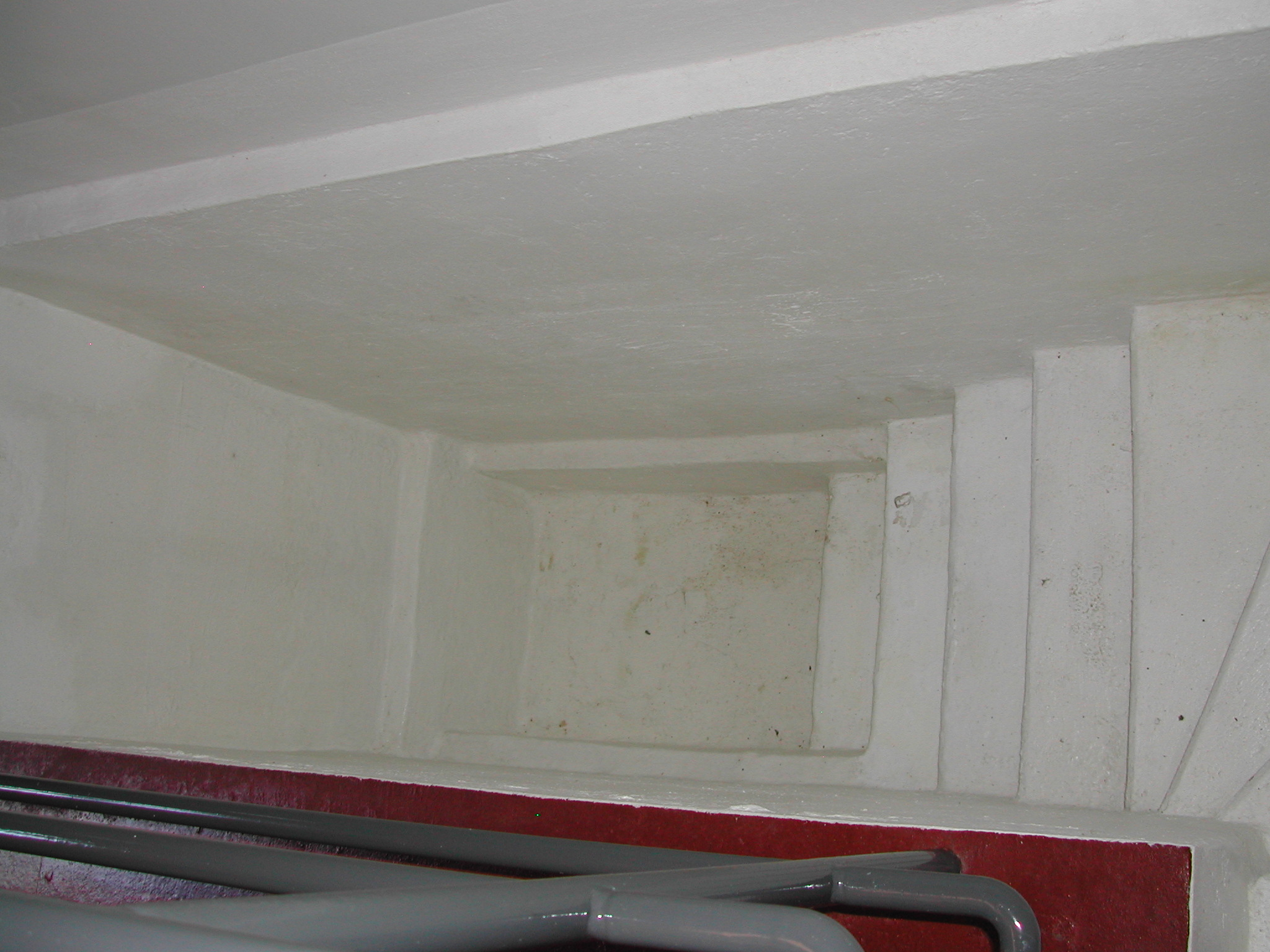
Bei Restaurierungsarbeiten entdeckte Mikwe

Im Jahre 1949 wurden die Hauptverantwortlichen angeklagt, die sich im November 1938 in Esens bei den Pogromen hervorgetan hatten. Der Prozess fand im Gasthof „Zum Schwarzen Bären“ statt. Das Gericht verhängte Freiheitsstrafen zwischen sechs Wochen und einem Jahr.
1985 kaufte die Stadt Esens das ehemalige jüdische Schulhaus, um es nach einem seit langem bestehenden Bebauungsplan abzureißen und an seiner Stelle Parkplätze anzulegen. Durch eine Privatinitiative des Vereins Ökumenischer Arbeitskreis Juden und Christen in Esens e. V. gelang es, das Haus zu retten und in ihm eine Gedenkstätte und Ausstellung zur neueren Geschichte der Esenser Juden aufzubauen. Im Zuge der Herrichtung des Hauses wurde bei Restaurierungsarbeiten die vollständig erhaltene Mikwe der jüdischen Gemeinde entdeckt. Am 29. August 1990 wurde die Gedenkstätte dann als August-Gottschalk-Haus der Öffentlichkeit übergeben.

## Gemeindeentwicklung
| Jahr         | Gemeindemitglieder |
| ------------ | ------------------ |
| 1645         | 32 Personen        |
| 1690         | 8 Familien         |
| 1707         | 73 Personen        |
| 1711         | 94 Personen        |
| 1744         | 87 Personen        |
| 1816         | 105 Personen       |
| 1840         | 124 Personen       |
| 1871         | 118 Personen       |
| 1905         | 89 Personen        |
| 1925         | 76 Personen        |
| 1933         | 80 Personen        |
| 1939         | 30 Personen        |
| 1940 9. März | 0 Personen         |

## Gedenkstätten

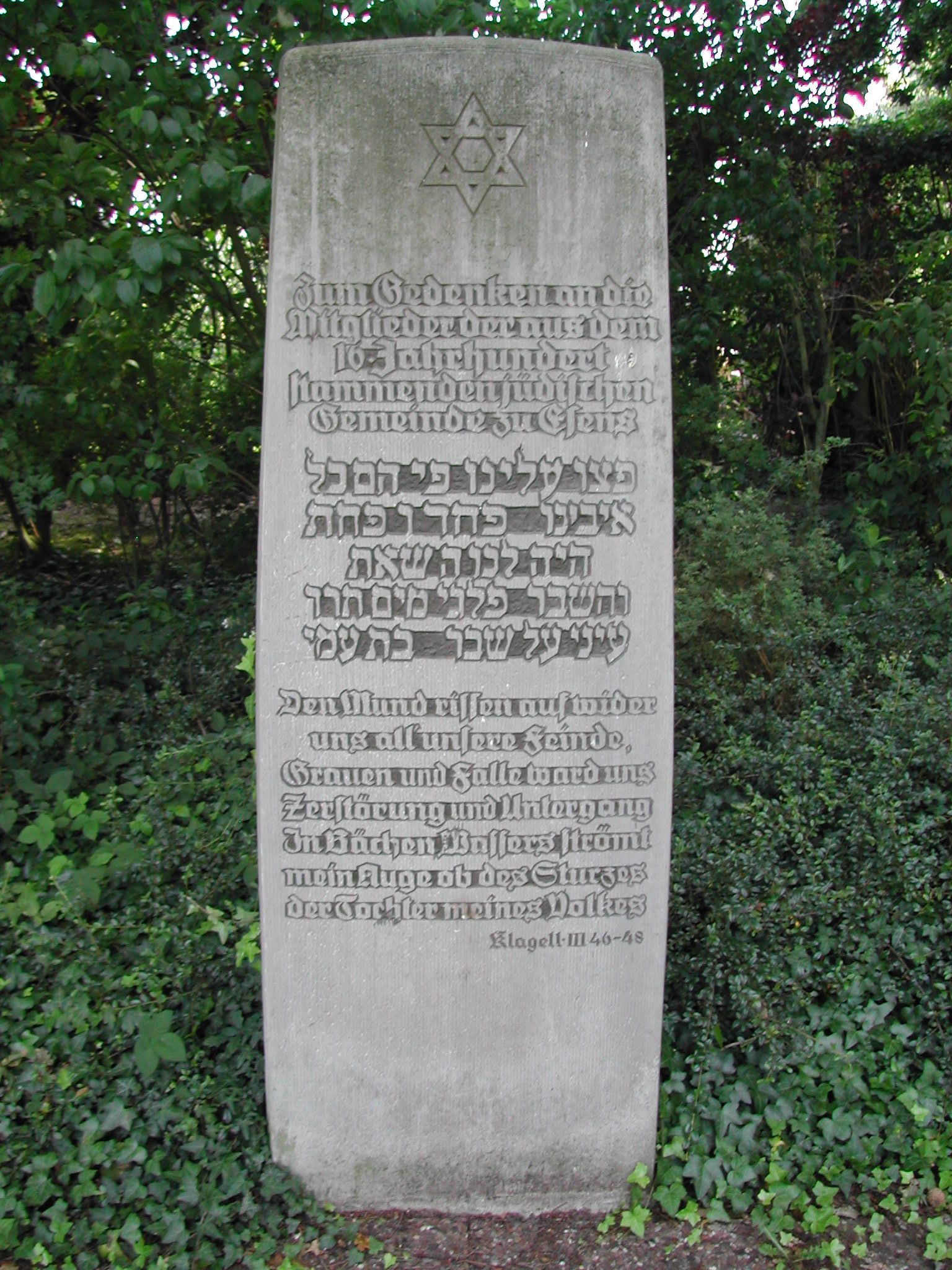
Gedenkstein an der Stelle des alten Friedhofes

- Gedenkstein an der Stelle des alten Friedhofes am Mühlenweg.
- Gedenkstein für die niedergebrannte Synagoge in der Burgstraße.
- Gedenkstätte mit Dauerausstellung zur Geschichte der ostfriesischen Juden im August-Gottschalk-Haus, dem ehemaligen jüdischen Gemeindehaus.
- Die Stadt Esens hat zwei Straßen nach ehemaligen jüdischen Familien und Persönlichkeiten benannt, die Weinthalslohne und die Siegfried-Herz-Lohne.